# Graziano Origa
Graziano Origa (Dolianova, Cerdeña del Sur, 22 de noviembre de 1952 - Quartu Sant'Elena, Cagliari, 18 de junio de 2023) fue un artista, periodista, ilustrador e historietista italiano.

## Biografía
Trabajó en el campo editorial como autor y creativo independiente desde 1972 y fue periodista profesional desde 1976. Director artístico, ensayista, fotógrafo, artista punk y poeta del imaginario gráfico, se hizo conocido por sus libros de cómics y sus retratos pictóricos de personajes famosos.
Comenzó a principios de los años setenta en el diario L'Unione Sarda y en revistas como Esquire & Derby, Prima Comunicazione, if y ABC.
En 1973 imprimió la revista underground Contro y en el mismo año fundó StudiOriga con un grupo de aspirantes a historietistas (entre ellos Corrado Roi, Fabio Civitelli y Enea Riboldi, que se convertirían en dibujantes de Dylan Dog, Tex y Dampyr de la editorial Bonelli). En aquellos años publicó con Edizioni Ottaviano L'enciclopedia del fumetto.
Desde marzo de 1978 dirigió Gong, una revista de música rock y cultura juvenil.
Al año siguiente creó el movimiento denominado PUNK ART, una filosofía de vida que se manifiesta con happening trasgresivos y cuadros 'foto-gráficos' de personalidades italianas y extranjeras de la moda, la política y la cultura, como Aldo Moro, Pier Paolo Pasolini, Giorgio Armani o Sid Vicious. Origa se convirtió en el protagonista de la revista mensual de moda decadente Punk Artist.
En 1980 rodó la película Punk Artist The Movie y publicó el volumen Diary of a Punk Artist, manifiesto de Comportamentistica & Gossip.
Desde 1983 - con su compañero fotógrafo Joe Zattere - vivió en Nueva York, Miami y Key West. En Manhattan, su trabajo consistía en ilustraciones y retratos para America Oggi, el único periódico estadounidense en lengua italiana, el mensual Executive, el semanal hard-trash Screw Magazine, The Advocate, las revistas brillantes Torso y Blueboy y la famosa revista de historietas The Comics Journal. En Nueva York colaboró con Andy Warhol y Keith Haring.
De vuelta en Italia, fundó varias revistas, entre ellas la revista mensual Focus (arte y fotografía, 1985) y Fumetti d'Italia (1992), revista de noticias sobre las historietas para la que también creó el personaje Videomax, un hacker superhéroe.
En más de treinta y cinco años de actividad realizó una decena de manuales entre los cuales Enciclopedia del Fumetto (dos volúmenes, Ottaviano, 1977), I mondi di Dylan Dog (1992), Incredibili Comics! (2003) y el libro de retratos de personalidades famosas Faces (2009) publicado por Rossi Project de Nueva York.
El 18 de junio de 2023, se encontró su cuerpo sin vida en el mar a lo largo de la costa de Quartu Sant'Elena, en Cerdeña.